# Alaksandr Paułowicz
Alaksandr Jurjewicz Paułowicz, błr. Аляксандр Юр’евіч Паўловіч (ur. 7 grudnia 1988 w Grodnie) – białoruski hokeista. Reprezentant Białorusi.

## Kariera
- Nioman Grodno 2 (2004-2008)
- Kieramin Mińsk 2 (2007)
- Nioman Grodno (2007-2010)
- Szachcior Soligorsk (2010-2011)
- Dynama Mińsk (2011-)
  -  Junost' Mińsk (2012-2013)
  -  HK Homel (2013)
  -  Nioman Grodno (2013/2014)
  -  HK Dynama Mołodeczno (2014/2015)

Wychowanek Niomana Grodno. Od 2011 zawodnik Dynama Mińsk. W marcu 2012 przedłużył kontkrakt z klubem o dwa lata.
Brał udział w turnieju zimowej uniwersjady edycji 2011. Uczestniczył turniejach mistrzostw świata w 2011, 2016, 2017, 2018.

## Sukcesy
Reprezentacyjne
- Srebrny medal zimowej uniwersjady: 2011

Klubowe
- Złoty medal mistrzostw Białorusi: 2014 z Niomanem Grodno

Indywidualne
- Mistrzostwa Świata w Hokeju na Lodzie 2017/Elita:
  - Jeden z trzech najlepszych zawodników reprezentacji w turnieju[4]